# 中国医药保健品进出口商会
中国医药保健品进出口商会是中華人民共和國一家由醫藥進出口領域的企業所組建的的社會團體，于1989年5月22日在北京成立。截至2021年，該團體有會員2500多家。

## 外部連結
- 官方网站